# Fontibón
Fontibón är en ort i Colombia.   Den ligger i departementet Bogotá, i den centrala delen av landet, i huvudstaden Bogotá. Fontibón ligger 2 548 meter över havet och antalet invånare är 327 933.
Terrängen runt Fontibón är en högslätt, och sluttar västerut. Runt Fontibón är det mycket tätbefolkat, med 4 188 invånare per kvadratkilometer. Närmaste större samhälle är Bogotá, 10,3 km sydost om Fontibón. Runt Fontibón är det i huvudsak tätbebyggt.